# تاروو
تاروو (انگلیسی: Tavrovo) یک شهرک در بخش بلگورودسکی استان بلگورود کشور روسیه است.